# Симон III де Монфор
Симон III де Монфор (фр. Simon III de Montfort; ум. 1181), по прозвищу Лысый — нормандский аристократ из дома Монфор-л’Амори, граф д'Эврё (c 1140), сеньор де Монфор-л'Амори (с 1137), участник англо-французских войн середины XII века, дед знаменитого Симона де Монфора, лидера Альбигойского крестового похода.

## Биография
Симон был сыном Амори III де Монфора, графа д’Эврё и одного из главных лидеров мятежей нормандских баронов против английского короля Генриха I в начале XII века, и Агнессы де Гарланд, дочери Ансо де Гарланда, сеньора де Рошфор и де Гурне. После смерти Амори III в 1137 году графство Эврё унаследовал его старший сын Амори IV, а Симону достались владения Монфоров в Иль-де-Франсе (Монфор-л'Амори, Рошфор, Гурне-сюр-Марн). Амори IV скончался спустя три года после смерти отца, не оставив потомства. В результате графство Эврё также отошло Симону III.
Обладая обширными владениями как в Нормандии, так и в Иль-де-Франсе, Симон III де Монфор являлся прямым вассалом королей Англии и Франции и одним из крупнейших баронов региона. В эпоху гражданской войны в Англии 1135—1154 годов Симон, вероятно, первоначально поддерживал короля Стефана Блуаского, однако активного участия в военных действиях не предпринимал. Уже после краха нормандского похода Стефана в 1137 году началось постепенное сближение Симона де Монфора с партией императрицы Матильды и к середине 1140-х годов он окончательно перешёл на сторону анжуйцев, признав герцогом Нормандии Жоффруа Плантагенета, а позднее и его сына Генриха.
После вступления на английский престол в 1154 году Генриха II обострились англо-французские отношения. В 1159 году вспыхнул конфликт с Людовиком VII, связанный с притязаниями Генриха II на графство Тулузское. В этом конфликте Симон III де Монфор поддержал английского короля и передал ему свои замки Монфор, Рошфор и Эпернон в Иль-де-Франсе. В результате, по свидетельству Роберта де Ториньи, система коммуникаций Людовика VII между Парижем, Орлеаном и Этампом оказалась перерезанной и французский король был вынужден прекратить военные действия. Впоследствии, однако, англо-французские отношения нормализировались и Симон примирился с королём Франции. Более того, Людовик VII передал под его охрану замок Сен-Лежер, находящийся недалеко от Эпернона.
В период мятежа сыновей Генриха II 1173—1174 годов, сопровождавшегося вторжением французской армии Людовика VII в Нормандию, Симон III де Монфор вновь остался на стороне английского короля. Вместе с Вильгельмом Омальским Симон был пленён в Омале в 1173 году, когда этот замок был захвачен фландрским графом Филиппом I Эльзасским, поддержавшим мятеж. Возможно к этому времени относится осада Эврё, свидетельства о которой сохранились в грамоте Карла VI горожанам Эврё 1378 года. В 1177 году Симон присутствовал при подписании мирного договора между королём Генрихом II и его сыном Генрихом Молодым королём, лидером восстания 1173—1174 гг.
Симон III де Монфор скончался в 1181 году и был похоронен в соборе города Эврё. После его смерти графство Эврё и владения в Нормандии, за которые Монфоры являлись вассалами английского короля, унаследовал старший сын Симона III Амори V. Спустя год он также скончался, оставив единственного сына — Амори VI, последнего графа д’Эврё из рода де Монфор-л’Амори. Французские владения семьи, включая Монфор-л’Амори, Рошфор, Гурнэ и Эпернон, после смерти Симона III перешли по наследству его младшему сыну Симону IV (ум. 1188), который благодаря браку с наследницей дома де Бомон обеспечил присоединение обширных земель этого рода в Англии и приобретение титула графа Лестера. Сын Симона IV Симон V де Монфор получил мировую известность как вождь Альбигойского крестового похода.

## Брак и дети
Симон III де Монфор был женат на некой Матильде (Мод), происхождение которой неизвестно. Их дети:
- Амори V де Монфор (ум. 1182), граф д’Эврё (с 1181), женат (с 1170) на Мабель (Мод), дочери Уильяма Фиц-Роберта, графа Глостер. Имели единственного сына:
  - Амори VI де Монфор (ум. 1213), граф д’Эврё (с 1182), граф Глостер (c 1200), женат 1-м браком (до 1198) на Агнес д’Амбуаз (ум. после 1198), дочери Гуго II д’Амбуаз, 2-м браком (с 1202) на Мелисенде де Гурнэ, дочери Гуго IV, сеньора де Гурнэ. Последний граф д’Эврё из дома Монфор-л’Амори;
- Симон IV де Монфор (ум. 1188), сеньор де Монфор (с 1181), женат (с ок.1165) на Амиции де Бомон (ок.1150 — 1215), дочери Роберта де Бомона, 3-й графа Лестера, отец Симона де Монфора, вождя Альбигойского крестового похода;
- Бертрада де Монфор (1155—1227), замужем (1169) за Гуго де Кевильоком (1153—1181), графом Честером.